# Camouflage (Band)/Diskografie
Diese Diskografie ist eine Übersicht über die musikalischen Werke der deutschen Synthiepop-Band Camouflage. Den Quellenangaben und Schallplattenauszeichnungen zufolge hat sie bisher mehr als 1,2 Millionen Tonträger verkauft. Ihre erfolgreichste Veröffentlichung ist das Debütalbum Voices & Images mit über 500.000 verkauften Einheiten.

## Alben

### Studioalben
| Jahr | Titel Musiklabel                                                                      | Höchstplatzierung, Gesamtwochen, AuszeichnungChartplatzierungen (Jahr, Titel, Musiklabel, Platzierungen, Wochen, Auszeichnungen, Anmerkungen) | Höchstplatzierung, Gesamtwochen, AuszeichnungChartplatzierungen (Jahr, Titel, Musiklabel, Platzierungen, Wochen, Auszeichnungen, Anmerkungen) | Höchstplatzierung, Gesamtwochen, AuszeichnungChartplatzierungen (Jahr, Titel, Musiklabel, Platzierungen, Wochen, Auszeichnungen, Anmerkungen) | Höchstplatzierung, Gesamtwochen, AuszeichnungChartplatzierungen (Jahr, Titel, Musiklabel, Platzierungen, Wochen, Auszeichnungen, Anmerkungen) | Anmerkungen                                            |
| Jahr | Titel Musiklabel                                                                      | DE | AT | CH | US | Anmerkungen                                            |
| ---- | ------------------------------------------------------------------------------------- | --- | --- | --- | --- | ------------------------------------------------------ |
| 1988 | Voices & Images Metronome Records (PolyGram)                                          | DE16 Gold · (12 Wo.)DE | — | — | US100 (14 Wo.)US | Erstveröffentlichung: 4. März 1988 Verkäufe: + 500.000 |
| 1989 | Methods of Silence auch bekannt als: Metodos de silencio Metronome Records (PolyGram) | DE13 Gold · (24 Wo.)DE | — | — | — | Erstveröffentlichung: 5. Juni 1989 Verkäufe: + 250.000 |
| 1991 | Meanwhile auch bekannt als: Mientras tanto Metronome Records (PolyGram)               | DE61 (7 Wo.)DE | — | — | — | Erstveröffentlichung: 18. März 1991                    |
| 1993 | Bodega Bohemia Metronome Records (PolyGram)                                           | DE10 (4 Wo.)DE | — | — | — | Erstveröffentlichung: 26. April 1993                   |
| 1995 | Spice Crackers RCA Records (BMG)                                                      | — | — | — | — | Erstveröffentlichung: 11. September 1995               |
| 2003 | Sensor Island Records (UMG)                                                           | DE26 (4 Wo.)DE | — | — | — | Erstveröffentlichung: 26. Mai 2003                     |
| 2006 | Relocated Synthetic Symphony (SPV)                                                    | DE57 (2 Wo.)DE | — | — | — | Erstveröffentlichung: 25. August 2006                  |
| 2015 | Greyscale Bureau B (Indigo)                                                           | DE14 (2 Wo.)DE | — | — | — | Erstveröffentlichung: 6. März 2015                     |

### Livealben
| Jahr | Titel Musiklabel                         | Anmerkungen                                                                             |
| ---- | ---------------------------------------- | --------------------------------------------------------------------------------------- |
| 2009 | Live in Dresden Synthetic Symphony (SPV) | Erstveröffentlichung: 23. Januar 2009 Verkäufe werden in DE dem Videoalbum hinzuaddiert |

### Kompilationen
| Jahr | Titel Musiklabel                                             | Höchstplatzierung, Gesamtwochen, AuszeichnungChartplatzierungen (Jahr, Titel, Musiklabel, Platzierungen, Wochen, Auszeichnungen, Anmerkungen) | Höchstplatzierung, Gesamtwochen, AuszeichnungChartplatzierungen (Jahr, Titel, Musiklabel, Platzierungen, Wochen, Auszeichnungen, Anmerkungen) | Höchstplatzierung, Gesamtwochen, AuszeichnungChartplatzierungen (Jahr, Titel, Musiklabel, Platzierungen, Wochen, Auszeichnungen, Anmerkungen) | Höchstplatzierung, Gesamtwochen, AuszeichnungChartplatzierungen (Jahr, Titel, Musiklabel, Platzierungen, Wochen, Auszeichnungen, Anmerkungen) | Anmerkungen                             |
| Jahr | Titel Musiklabel                                             | DE | AT | CH | US | Anmerkungen                             |
| ---- | ------------------------------------------------------------ | --- | --- | --- | --- | --------------------------------------- |
| 1997 | We Stroke the Flames – Best of Camouflage Polydor (Polygram) | — | — | — | — | Erstveröffentlichung: 3. Oktober 1997   |
| 2001 | Rewind – The Best of 95-87 Polydor (UMG)                     | — | — | — | — | Erstveröffentlichung: 26. Februar 2001  |
| 2007 | Archive #01 Polydor (UMG)                                    | — | — | — | — | Erstveröffentlichung: 30. November 2007 |
| 2014 | The Singles Polydor (UMG)                                    | — | — | — | — | Erstveröffentlichung: 7. Februar 2014   |
| 2024 | Rewind to the Future and Goodbye Polydor (UMG)               | DE8 (… Wo.)DE | — | — | — | Erstveröffentlichung: 13. Dezember 2024 |

### Remixalben
| Jahr | Titel Musiklabel                               | Anmerkungen                           |
| ---- | ---------------------------------------------- | ------------------------------------- |
| 2009 | Spice Crackers Remix Archive Bureau B (Indigo) | Erstveröffentlichung: 28. August 2009 |

## Singles
| Jahr | Titel Album                                 | Höchstplatzierung, Gesamtwochen/‑monate, AuszeichnungChartplatzierungen (Jahr, Titel, Album, Platzierungen, Wochen/Monate, Auszeichnungen, Anmerkungen) | Höchstplatzierung, Gesamtwochen/‑monate, AuszeichnungChartplatzierungen (Jahr, Titel, Album, Platzierungen, Wochen/Monate, Auszeichnungen, Anmerkungen) | Höchstplatzierung, Gesamtwochen/‑monate, AuszeichnungChartplatzierungen (Jahr, Titel, Album, Platzierungen, Wochen/Monate, Auszeichnungen, Anmerkungen) | Höchstplatzierung, Gesamtwochen/‑monate, AuszeichnungChartplatzierungen (Jahr, Titel, Album, Platzierungen, Wochen/Monate, Auszeichnungen, Anmerkungen) | Anmerkungen                                                 |
| Jahr | Titel Album                                 | DE | AT | CH | US | Anmerkungen                                                 |
| ---- | ------------------------------------------- | --- | --- | --- | --- | ----------------------------------------------------------- |
| 1987 | The Great Commandment Voices & Images       | DE14 Gold · (15 Wo.)DE | — | — | US59 (12 Wo.)US | Erstveröffentlichung: September 1987 Verkäufe: + 250.000    |
| 1988 | Strangers Thoughts Voices & Images          | DE20 (14 Wo.)DE | — | — | — | Erstveröffentlichung: Februar 1988                          |
| 1988 | Neighbours Voices & Images                  | DE58 (5 Wo.)DE | — | — | — | Erstveröffentlichung: Mai 1988                              |
| 1989 | Love Is a Shield Methods of Silence         | DE9 Gold · (29 Wo.)DE | AT11 (3 Mt.)AT | CH29 (2 Wo.)CH | — | Erstveröffentlichung: April 1989 Verkäufe: + 250.000        |
| 1989 | One Fine Day Methods of Silence             | — | — | — | — | Erstveröffentlichung: Oktober 1989                          |
| 1989 | That Smiling Face Methods of Silence        | — | — | — | — | Erstveröffentlichung: 1989                                  |
| 1991 | Heaven (I Want You) Meanwhile               | DE57 (7 Wo.)DE | — | — | — | Erstveröffentlichung: Februar 1991                          |
| 1991 | Handsome Meanwhile                          | — | — | — | — | Erstveröffentlichung: Juli 1991                             |
| 1991 | This Day Meanwhile                          | — | — | — | — | Erstveröffentlichung: Juli 1991                             |
| 1993 | Jealousy Bodega Bohemia                     | — | — | — | — | Erstveröffentlichung: 2. August 1993                        |
| 1993 | Close (We Stroke The Flames) Bodega Bohemia | — | — | — | — | Erstveröffentlichung: 1993                                  |
| 1993 | Suspicious Love Bodega Bohemia              | — | — | — | — | Erstveröffentlichung: 1993                                  |
| 1995 | Bad News Spice Crackers                     | — | — | — | — | Erstveröffentlichung: August 1995 Original: Moon Martin     |
| 1995 | X-Ray Spice Crackers                        | — | — | — | — | Erstveröffentlichung: 1995                                  |
| 1999 | Thief Sensor                                | DE94 (2 Wo.)DE | — | — | — | Erstveröffentlichung: 12. Juli 1999                         |
| 2001 | The Great Commandment 2.0 Archive #01       | DE85 (3 Wo.)DE | — | — | — | Erstveröffentlichung: 9. April 2001                         |
| 2003 | Me and You Sensor                           | DE53 (8 Wo.)DE | — | — | — | Erstveröffentlichung: 14. April 2003                        |
| 2003 | I Can’t Feel You Sensor                     | DE75 (1 Wo.)DE | — | — | — | Erstveröffentlichung: 25. August 2003                       |
| 2006 | Motif Sky Relocated                         | — | — | — | — | Erstveröffentlichung: 28. Juli 2006                         |
| 2015 | Shine Greyscale                             | — | — | — | — | Erstveröffentlichung: 20. Februar 2015                      |
| 2015 | Count on Me Greyscale                       | — | — | — | — | Erstveröffentlichung: 9. Oktober 2015 feat. Peter Heppner   |
| 2021 | Winter Archive #01                          | — | — | — | — | Erstveröffentlichung: 21. Dezember 2021 Original: The Sound |

## Videoalben und Musikvideos

### Videoalben
| Jahr | Titel Musiklabel                                | Höchstplatzierung, Gesamtwochen, AuszeichnungChartplatzierungen (Jahr, Titel, Musiklabel, Platzierungen, Wochen, Auszeichnungen, Anmerkungen) | Höchstplatzierung, Gesamtwochen, AuszeichnungChartplatzierungen (Jahr, Titel, Musiklabel, Platzierungen, Wochen, Auszeichnungen, Anmerkungen) | Höchstplatzierung, Gesamtwochen, AuszeichnungChartplatzierungen (Jahr, Titel, Musiklabel, Platzierungen, Wochen, Auszeichnungen, Anmerkungen) | Höchstplatzierung, Gesamtwochen, AuszeichnungChartplatzierungen (Jahr, Titel, Musiklabel, Platzierungen, Wochen, Auszeichnungen, Anmerkungen) | Anmerkungen                           |
| Jahr | Titel Musiklabel                                | DE | AT | CH | US | Anmerkungen                           |
| ---- | ----------------------------------------------- | --- | --- | --- | --- | ------------------------------------- |
| 1988 | Strangers Thoughts Metronome Records (PolyGram) | — | — | — | — | Erstveröffentlichung: 1988            |
| 1991 | Images Metronome Records (PolyGram)             | — | — | — | — | Erstveröffentlichung: 1991            |
| 2009 | Live in Dresden Synthetic Symphony (SPV)        | DE99 (1 Wo.)DE | — | — | — | Erstveröffentlichung: 23. Januar 2009 |

### Musikvideos
| Jahr | Titel                 | Regisseur(e)        |
| ---- | --------------------- | ------------------- |
| 1987 | The Great Commandment | Rainer Thieding     |
| 1988 | Strangers Thoughts    | Rainer Thieding     |
| 1988 | Neighbours            | Rainer Thieding     |
| 1989 | One Fine Day          | Rainer Thieding     |
| 1989 | Love Is a Shield      | Rainer Thieding     |
| 1991 | Heaven (I Want You)   | Laurence Dunmore    |
| 1991 | This Day              | Rainer Thieding     |
| 1991 | Handsome              |                     |
| 1993 | Suspicious Love       | Rainer Thieding     |
| 1995 | Bad News              | Gregor Schnitzler   |
| 1996 | X-Ray                 |                     |
| 1999 | Thief                 | Marcus Sternberg    |
| 2003 | Me and You            | Hans Hammers Jr. II |
| 2006 | Motif Sky             | Jochen Ehmann       |
| 2015 | Shine                 | Sebastian Stuertz   |

## Sonderveröffentlichungen

### Alben
| Jahr | Titel Musiklabel                | Anmerkungen                                          |
| ---- | ------------------------------- | ---------------------------------------------------- |
| 1985 | From Ay to Bee Eigenvertrieb    | Erstveröffentlichung: 1985                           |
| 1985 | Voices and Images Eigenvertrieb | Erstveröffentlichung: 1985 Verkäufe: 100 (limitiert) |

### Lieder
| Jahr | Titel Interpretation                                 | Anmerkungen                           |
| ---- | ---------------------------------------------------- | ------------------------------------- |
| 1999 | Phonograph (Camouflage Remix) Rhythmus               | Erstveröffentlichung: 1999            |
| 1999 | Das weisse Licht (Camouflage-Remix) Oomph!           | Erstveröffentlichung: 30. August 1999 |
| 2003 | Forever (Heiko’s Minimal Electro Remix) Bruderschaft | Erstveröffentlichung: 25. Juli 2003   |

| Jahr | Titel Album       | Anmerkungen                                              |
| ---- | ----------------- | -------------------------------------------------------- |
| 1996 | Winter Treasury … | Erstveröffentlichung: 12. April 1996 Original: The Sound |

### Videoalben
| Jahr | Titel Musiklabel                                           | Anmerkungen                                                                                   |
| ---- | ---------------------------------------------------------- | --------------------------------------------------------------------------------------------- |
| 2001 | Rewind – The Best of 95-87 (Special Edition) Polydor (UMG) | Erstveröffentlichung: 26. Februar 2001 CD + DVD; Verkäufe werden der Kompilation hinzuaddiert |

## Promoveröffentlichungen
| Jahr | Titel Album                               | Anmerkungen                                                                |
| ---- | ----------------------------------------- | -------------------------------------------------------------------------- |
| 1999 | Crime (Ronda Ray & Ingo Ito Remix) –      | Erstveröffentlichung: 1999                                                 |
| 2000 | They Catch Secrets (Live in Munich ’89) – | Erstveröffentlichung: 2000                                                 |
| 2013 | Camouflage Overture –                     | Erstveröffentlichung: 29. März 2013 mit Deutsches Filmorchester Babelsberg |

| Jahr | Titel Album                    | Anmerkungen                                                                                            |
| ---- | ------------------------------ | --- |
| 2006 | Something Wrong Relocated      | Erstveröffentlichung: 17. November 2006 limitierte Auflage; nur auf der Relocated Tour 2006 vertrieben |
| 2007 | The Pleasure Remains Relocated | Erstveröffentlichung: 1. Januar 2007 Veröffentlichung nur in Polen                                     |

| Jahr | Titel Album                                    | Anmerkungen                                              |
| ---- | ---------------------------------------------- | -------------------------------------------------------- |
| 2001 | Fade in Memory (Demo Version ’85) –            | Erstveröffentlichung: 24. Dezember 2001                  |
| 2002 | Suspicious Love (Live ’95) –                   | Erstveröffentlichung: 24. Dezember 2002                  |
| 2003 | You Turn (Silent Night Mix) –                  | Erstveröffentlichung: 24. Dezember 2003                  |
| 2004 | One Fine Day (Live in Munich ’89) –            | Erstveröffentlichung: 24. Dezember 2004                  |
| 2008 | We Are Lovers (Dos Buratinos Remix) –          | Erstveröffentlichung: 24. Dezember 2008                  |
| 2010 | The Synthesis of Music (Take 2) –              | Erstveröffentlichung: 24. Dezember 2010 mit Dan Lacksman |
| 2011 | Together (Summernight Mix) –                   | Erstveröffentlichung: 24. Dezember 2011                  |
| 2012 | Live 2003 Showreel –                           | Erstveröffentlichung: 24. Dezember 2012                  |
| 2013 | Kling Klang (Alternative Edit 1989) –          | Erstveröffentlichung: 24. Dezember 2013                  |
| 2014 | Anyone (Rough Mix 1989) –                      | Erstveröffentlichung: 24. Dezember 2014                  |
| 2015 | Leave Your Room Behind (Halfbeat Demo 2013) –  | Erstveröffentlichung: 24. Dezember 2015                  |
| 2016 | Chase (2002 Demo V2) –                         | Erstveröffentlichung: 24. Dezember 2016                  |
| 2017 | Thief («Devote Jena» DJ Edit) –                | Erstveröffentlichung: 24. Dezember 2017                  |
| 2018 | Stranger’s Thoughts (Original Demo Playback) – | Erstveröffentlichung: 24. Dezember 2018                  |
| 2019 | Together (Work in Progress Demo 12/2002) –     | Erstveröffentlichung: 24. Dezember 2019                  |
| 2020 | Count on Me (Original Demo Version 2014) –     | Erstveröffentlichung: 24. Dezember 2020                  |
| 2021 | These Eyes (Band Rehearsal Version 1991) –     | Erstveröffentlichung: 24. Dezember 2021                  |
| 2022 | Shine (Marcus Meyn Remix Demo 2015) –          | Erstveröffentlichung: 24. Dezember 2022                  |

## Boxsets
| Jahr | Titel Musiklabel                    | Anmerkungen                           |
| ---- | ----------------------------------- | ------------------------------------- |
| 2014 | The Box 1983–2013 Bureau B (Indigo) | Erstveröffentlichung: 8. Februar 2014 |

## Statistik

### Chartauswertung
Die folgende Aufstellung bietet eine Übersicht über die Charterfolge von Camouflage in den Album- und Singlecharts. In Deutschland besteht die Besonderheit, dass sich Videoalben auch in den Albumcharts platzieren.
|                     | DE    | AT    | CH    | US    |
| ------------------- | ----- | ----- | ----- | ----- |
| Nummer-eins-Alben   | DE—DE | AT—AT | CH—CH | US—US |
| Top-10-Alben        | DE2DE | AT—AT | CH—CH | US—US |
| Alben in den Charts | DE9DE | AT—AT | CH—CH | US1US |

|                       | DE    | AT    | CH    | US    |
| --------------------- | ----- | ----- | ----- | ----- |
| Nummer-eins-Singles   | DE—DE | AT—AT | CH—CH | US—US |
| Top-10-Singles        | DE1DE | AT—AT | CH—CH | US—US |
| Singles in den Charts | DE9DE | AT1AT | CH1CH | US1US |

### Auszeichnungen für Musikverkäufe
Anmerkung: Auszeichnungen in Ländern aus den Charttabellen bzw. Chartboxen sind in ebendiesen zu finden.
| Land/RegionAuszeichnungen für Musikverkäufe (Land/Region, Auszeichnungen, Verkäufe, Quellen) | Gold     | Platin | Verkäufe  | Quellen           |
| -------------------------------------------------------------------------------------------- | -------- | ------ | --------- | ----------------- |
| Deutschland (BVMI)                                                                           | 4× Gold4 | —      | 1.000.000 | musikindustrie.de |
| Insgesamt                                                                                    | 4× Gold4 | —      |           |                   |